# Digitaleffizienz
Folgende Verbesserungen wären gut:
```
In dem Artikel wird davon gesprochen, dass es sich dabei um einen Quotienten aus „erreichten Ergebnis und dem dafür nötigen Aufwand“ handelt. Ergebnis wovon? Und Aufwand wovon? Es wäre gut, wenn Sachkundige hier zu einer Präzisierung dieses Quotienten beitragen würden. Am besten mit einer mathematischen Formel. --
A.Abdel-Rahim
 (
Diskussion
) 22:53, 4. Feb. 2021 (CET)
```

Digitaleffizienz oder digitale Effizienz (engl. „digital efficiency“) ist ein Konzept und eine betriebswirtschaftliche Kennzahl für Wirtschaftlichkeit bei der Nutzung von digitalen Technologien. Sie beschreibt das Verhältnis zwischen dem erreichten Ergebnis und dem dafür nötigen Aufwand. Das erreichte Ergebnis stellt die jeweilige Leistung einer digitalen Lösung dar, beispielsweise die Ausführung bzw. der praktische Betrieb und die bereitgestellte Funktionalität einer App oder einer Datenbank. Der für das Bereitstellen einer Leistung notwendige Aufwand kann sowohl in finanzieller Hinsicht, wie etwa in Form von anfallenden Kosten, als auch in anderen Dimensionen, wie beispielsweise in Form des anfallenden Energieverbrauchs, gemessen werden.

## Hintergrund
Im Rahmen der Digitalisierung und digitalen Transformation von Organisationen wurde oft ein Schwerpunkt auf Effektivität gelegt, um mit den neuen digitalen Möglichkeiten die jetzt machbaren Ziele zu erreichen. Im Gegensatz dazu wurde Effizienz im digitalen Kontext weitgehend vernachlässigt. Wenn beispielsweise Europa bis zum Jahr 2050 zum klimaneutralen Kontinent werden soll, ist Digitaleffizienz hierfür unerlässlich. Denn auch Daten und ihre Verarbeitung haben negative Effekte auf die Umwelt, sodass Digitaleffizienz einen entscheidenden Faktor für digitale Nachhaltigkeit darstellt. 
Zum Beispiel erfordern Streaming-Dienste und Skype jährlich ca. 200 Milliarden Kilowattstunden an elektrischer Energie. Entsprechend wird in diesem Zusammenhang, einhergehend mit Nachfragesteigerungen im Steaming-Bereich, von einem „Rebound-Effekt“ (einem Bumerangeffekt) des Streamings gesprochen. Insofern wird die Betriebseffizienz von Internet-Server-Einrichtungen, insbesondere deren Energieverbrauch, ein besonderes Augenmerk abverlangen. Daten, digitale Lösungen und künstliche Intelligenz können ebenso einen wesentlichen Beitrag zur Lösung ökologischer und sozialer Herausforderungen leisten. Gleichzeitig muss durch ein effizientes Datenmanagement sichergestellt werden, dass die positiven Effekte der Digitalisierung nicht zu sehr durch negative Nebenwirkungen aufgezehrt werden.

## Konzept
Digitaleffizienz stellt einen entscheidenden Faktor für die Qualität in der Digitalisierung von Organisationen und Prozessen dar. In Anlehnung an das englischsprachige Konzept der Data Efficiency beschreibt Digitaleffizienz die Effizienz der unterschiedlichen Prozesse, die mit der Nutzung digitaler Technologien zusammenhängen (z. B. die Speicherung, Filterung und Nutzung von Daten) sowie darauf, ob die Prozesse mit gegebenen Ressourcenbeschränkungen zum gewünschten Ergebnis führen. Dies ist umso wichtiger, je mehr die Nutzung digitaler Technologien zunimmt, denn mit steigender Datenmenge und Vernetzung steigt auch die Komplexität der Systeme in gleichem Maße.